# Struțivka, Korostîșiv
Struțivka (în ucraineană Струцівка) este un sat în comuna Șciîhliivka din raionul Korostîșiv, regiunea Jîtomîr, Ucraina.

## Demografie
Componența lingvistică a localității Struțivka
     Ucraineană (93,55%)
     Rusă (6,45%)
Conform recensământului din 2001, majoritatea populației localității Struțivka era vorbitoare de ucraineană (93,55%), existând în minoritate și vorbitori de rusă (6,45%).